# Zákányfalu
Zákányfalu je pogranično selo u južnoj zapadnoj Mađarskoj.
Zauzima površinu od 6,70 km četvornih.

## Zemljopisni položaj
Nalazi se na 46° 16′ 1,09″ sjeverne zemljopisne širine i 16° 57′ 33.19″ istočne zemljopisne dužine. 
Tiloš je sjeverozapadno, Blezna je sjeverno-sjeverozapadno, Šur sjeverno-sjeveroistočno, Bikežda je sjeveroistočno, Supal je istočno-sjeveroistočno, Sekral je istočno, Đikeniš je jugoistočno, a Zakon je odmah južno. Rijeka Drava i granica s Hrvatskom je 1,5 km jugozapadno, 

## Upravna organizacija
Nalazi se u Čurgujskoj mikroregiji u Šomođskoj županiji. Poštanski broj je 8853.

## Povijest
Nastalo je 2002. upravnim preustrojem kad je izdvojen iz gradića Zakona (uz predgrađe Tölöshegy).

## Promet
1 km jugozapadno prolazi željeznička pruga Velika Kaniža – Pečuh.

## Stanovništvo
Zákányfalu ima 666 stanovnika (2010.).

## Vanjske poveznice
- (mađarski) Zákányfalu a Vendégvárón  Arhivirana inačica izvorne stranice od 30. kolovoza 2010. (Wayback Machine)